# 6583 Destinn
6583 Destinn è un asteroide della fascia principale. Scoperto nel 1984, presenta un'orbita caratterizzata da un semiasse maggiore pari a 2,6606847 au e da un'eccentricità di 0,0988216, inclinata di 6,92253° rispetto all'eclittica.
L'asteroide è dedicato al soprano ceco Emmy Destinn.